# Koprivnički Bregi
Koprivnički Bregi su općina u Hrvatskoj. Nalazi se u Koprivničko-križevačkoj županiji.

## Grb
Grb prikazuje žutu školjku Jakobovu kapicu – simbol zaštitnika mjesta, sv. Roka. Školjka stoji iznad trobrijega koji simbolizira ime Bregi.
Na zastavi općine grb se nalazi na žutoj podlozi.

## Zemljopis
Odmah uz Koprivnicu u smjeru prema Virovitici. Selo je iznimno dobro povezano. Do njega se može doći s Podravske magistrale i iz smjera Koprivnice.
Naziv mjesta je Koprivnički Bregi. U deklinaciji se prema pravilima hrvatskoga jezika poštuje lokalni izgovor tj. pravila, stoga je u genitivu – Koprivničkih Bregi, ne Brega, u dativu – Koprivničkim Bregima, ne Koprivničkim Bregovima! itd. Stanovnici Bregi su "Bregovci" i "Bregovke".

## Stanovništvo
Po popisu stanovništva iz 2011. godine, općina Koprivnički Bregi imala je 2403 stanovnika, raspoređenih u 3 naselja:
- Glogovac – 941
- Jeduševac – 117
- Koprivnički Bregi – 1345

| broj stanovnika | 1633  | 1773  | 1785  | 1834  | 1840  | 544   | 562   | 2403  | 2582  | 2819  | 3171  | 3070  | 2828  | 2706  | 2549  | 2381  | 1968  |
|                 | 1857. | 1869. | 1880. | 1890. | 1900. | 1910. | 1921. | 1931. | 1948. | 1953. | 1961. | 1971. | 1981. | 1991. | 2001. | 2011. | 2021. |

| broj stanovnika | 1317  | 1441  | 1400  | 1394  | 1368  |       |       | 1538  | 1621  | 1680  | 1907  | 1854  | 1768  | 1760  | 1516  | 1341  | 1118  |
|                 | 1857. | 1869. | 1880. | 1890. | 1900. | 1910. | 1921. | 1931. | 1948. | 1953. | 1961. | 1971. | 1981. | 1991. | 2001. | 2011. | 2021. |

## Uprava
Zgrada općine nalazi se u središtu Koprivničkih Bregi.

## Povijest
Po obližnjem polju Seče – sjeverozapadno od današnjih Koprivničkih Bregi nazvana je eneolitička Seče-kultura (3500. – 3200. godine prije Krista).
Ime Bregi dolazi od imena "bereki", što na kajkavskom lokalnom govoru znači močvara i obilježavalo je ovo nekad močvarno područje. S vremenom se pri izgovoru naziv bereki postupno mijenjao i nastali su Bregi. Nema autentičnih podataka o srednjovjekovnoj povijesti sela, ali se 1334. spominje u bilješci Zagrebačke biskupije o položaju župa, a 19. siječnja 1424. kao selo uz potok Koprivnica kao "Bereg". Srednjovjekovno selo razorili su Turci i ponovno je uspostavljeno tek oko 1638. Posredno se zna da je područje naselja bilo u posjedu zagrebačkih biskupa, a od 17. stoljeća sastavni je dio političkog teritorija slobodnog kraljevskog grada Koprivnice iako su Bregovci živjeli seljačkim načinom života. 
Kraljevski sud u Požunu (današnja Bratislava) je 19. prosinca 1628. godine na temelju dokaza dosudio staroj vlasteli imanja što su ih zaposjeli vlaški naseljenici. Zagrebačkom biskupu je tom prigodom priznato pravo na tri mjesta: Brege (koje još nije bilo naseljeno), Sv. Ladislav i Komarnicu (Bregh, Szent Laszlo et Komarnicza). Kako se 1659. godine u Bregima spominje 40 kuća, možemo zaključiti da je selo najvjerojatnije imalo nekoliko stotina stanovnika. Selo još nije bilo naseljeno 1638. godine, a 1659. godine pouzdano postoji i ima stanovnike. Postavlja se pitanje kada je došlo do naseljavanja. Ako kao izvor uzmemo Wincklerovu kartu Varaždinskog generalata iz 1639. godine, na njoj je označeno selo "Berega", između Novigrada (Ney Schlos) i Koprivnice. Očito se radi o Bregima. Prema tome, možemo zaključiti da je ovo selo naseljeno oko 1638. i 1639. godine.
U zapisniku kanonskog pohoda iz 1671. spominje se da je selo Bregi bilo pod upravom grada Koprivnice («in pago Bregi sub juridictione civitatis Capronchensis»), no izgleda da su još 1701. zagrebački biskupi polagali pravo na Brege.
Bregi su u drugoj polovici 17. stoljeća imali status sela (villa) i mjesnu samoupravu na čelu koje je bio seoski sudac. npr. 1677. je tu dužnost obnašao Ivan Podunajec («Ioannis Podunaiecz alias iudicis vilae Bregi in suburbio dictae civitatis Caproncensis et Comitatu Crisiensi existentis habitae»). Iako su Bregi imali status sela, izgleda da se dio stanovnika bavio zanatstvom poput 1679. primjerice «Ioricze Husza, tkalcza iz Bregov» ili «Giurka tkalcza sene iz Bregov». Godine 1714. u Bregima se spominje mlinar Martin Cheh. Bregi su se sastojali od ulica «Polanczy», «Sztara vulicza» i «Novoszelczy». Prema Stjepanu Krivošiću «u kasnijim se popisima Bregi uvijek nabrajaju kao dio grada Koprivnice». Pripadnost Bregi gradskoj jurisdikciji pravno je ostala bez značenja, pa su 1781. godine Bregovci tražili priznanje svojih prava, na osnovi čega Hrvatsko kraljevsko vijeće dalo naredbu gradskom magistratu da im se priznaju puna građanska prava s razmjernim učestvovanjem u radu magistrata.
1787. u 159 kuća u selu živjelo je 698 stanovnika.
Na prostoru starog groblja, već je 1686. postojala drvena kapela, koju je između 1733. i 1750. zamijenila nova drvena kapelica. 1790. u naselju je osnovana nova župa, a 1798. započela je izgradnja crkve u blizini kapelice. Do 1805. izgrađena je nova barokna župna crkva svetog Roka koju je 3. kolovoza posvetio zagrebački biskup Maksimilijan Vrhovec.
Godine 1810. u mjestu se već spominje 1.501 stanovnik. Novo groblje osnovano je 1817. Crkvena škola počela je s radom 1798. godine., 1804. proširena je na dva razreda, a 1858. izgrađena je nova školska zgrada. 1911. osnovano je Dobrovoljno vatrogasno društvo. Željeznička pruga Koprivnica-Kloštar, otvorena 1912. godine, priključila je naselje na željezničku mrežu. Od 1924. u selu je postojao klub esperanta. Pošta je otvorena 1928., a 1935. radila je i knjižnica i čitaonica te amatersko kazališno društvo. 
Općina Koprivnički Bregi ustanovljena je 1993. godine.

## Gospodarstvo
Poljoprivreda ima veliku zastupljenost, a poznato je bregovsko zelje. Veliki broj privatnih poduzetnika (stolari, parketari...). Ipak, najveći broj stanovnika putuje na posao u Koprivnicu.

## Poznate osobe
- Vlado Dolenec
- Ilija Puhalo
- Željko Matiša
- Boris Šprem

## Spomenici i znamenitosti
- Spomenici; "borcima NOB-a" u centru mjesta, "poginulima za domovinu Hrvatsku 1941. – 1945." na mjesnom groblju Bregi, "vitezovima poginulima u Domovinskom ratu" na groblju u Glogovcu.
- Crkva sv. Roka u Bregima
- Kapelica sv. Ivana Krstitelja u Jeduševcu
- "Bregovska pita" – kolač (kao što samo ime govori) nastao u Kop. Bregima

## Obrazovanje
Osnovna škola Koprivnički Bregi s Područnom školom u Glogovcu. Prva četiri razreda u OŠ Kop. Bregi pohađaju djeca iz Koprivničkih Bregi i Jeduševca, a razrede 5. – 8. pohađaju i djeca iz Glogovca.

## Kultura
Klub prijatelja kulture "Vlado Dolenec",
"Društvo žena" Kop. Bregi,
KUD "Rudar" Glogovac.
Svake godine u Kop. Bregima tradicionalno se održavaju "Dani Zelja" .

## Šport
- NK Mladost Koprivnički Bregi
- NK Rudar Glogovac

Ekipe dobrovoljnih vatrogasnih društava Koprivnički Bregi i Glogovac, nastupaju na vatrogasnim natjecanjima na međuopćinskoj i županijskoj razini.